# Demetriade (tribù)
Demetriade (in greco antico: Δημητριάς?, Dēmētriás) era la seconda delle cinque tribù di Atene posteriori alla riforma di Clistene, istituita assieme all'Antigonide nel 307/306 a.C. in onore del re di Macedonia Demetrio I Poliorcete.

## Demi
La tribù Demetriade comprendeva, come le altre, una trittia della Mesogea, una della Paralia e una dell'asty, alle quali inizialmente appartenevano 1, 6 e 8 demi, aventi rispettivamente 5, 23 e 22 buleuti (le quote non sono certe), per un totale di 15 demi e 50 buleuti. Questi demi erano stati presi in numero di 3 dalle prime quattro tribù originali e in numero di 12 dalle altre sei, esclusa la piccola Aiantide; non vennero creati nuovi demi.
I demi calarono a 14 nel 224 a.C. e, quanto la tribù fu sciolta nel 201 a.C., tornarono alle tribù originarie. Questo è l'elenco:

### Trittia della Mesogea
- Agnunte (dall'Acamantide)

### Trittia della Paralia
- Poro (dall'Acamantide)
- Cotocide (dall'Eneide)
- File (dall'Eneide)
- Enoe (dall'Ippotontide, dal 224 a.C. Tolemaide)
- Atene (dall'Antiochide)
- Tore (dall'Antiochide)

### Trittia dell'asty
- Potamo inferiore (dalla Leontide)
- Diomea (dall'Egeide)
- Eo Ceramico (dalla Leontide)
- Ippotomade (dall'Eneide)
- Dedalide (dalla Cecropide)
- Melite (dalla Cecropide)
- Xipete (dalla Cecropide)
- Cele (dall'Ippotontide)